# Acrossocheilus aluoiensis
Cá sao A Lưới (tên khoa học: Acrossocheilus aluoiensis) là loài cá thuộc họ Cá chép. Đây là loài bản địa của Việt Nam. Tên Latin của loài này được đặt theo tên huyện A Lưới, tỉnh Thừa Thiên Huế, Việt Nam.